# Jazz på svenska
Jazz på svenska („Jazz auf Schwedisch“) ist ein Jazzalbum des schwedischen Jazzpianisten Jan Johansson, das als Langspielplatte 1964 veröffentlicht wurde. Das ausschließlich Jazzversionen von alten Volksliedern enthaltende Album wurde insbesondere in Schweden stark rezipiert und hatte große Auswirkungen auf die weitere Entwicklung des skandinavischen Jazz.

## Geschichte des Albums
Johansson interessierte sich zu einer Zeit, als die anderen Musiker der schwedischen Szene entweder die amerikanische Vorbildern nachahmten oder aber innerhalb des Free Jazz einen eigenen Weg zu entwickeln suchten, für die Musik seiner schwedischen Heimat. Bereits sein Album 8 Bitar Johansson enthielt neben Eigenkompositionen und Jazzstandards einen schwedischen Folksong, De sålde sina hemman. Bemerkungen in Besprechungen ermunterten ihn, in den Folgejahren weitere Volkslieder als Jazzsongs zu adaptieren und gemeinsam mit Bassist Georg Riedel einzuspielen. Die Lieder wählte er aus der umfangreichen, 24 Bände umfassenden Sammlung Svenska Latar aus. Nach der Erinnerung von Georg Riedel war Johansson zunächst „sehr unsicher und hat viele Musiker gefragt, was sie von seinem Ansatz halten.“ Von 1962 bis 1964 spielte Johansson drei EPs ein, die dann 1964 auf der Langspielplatte Jazz på svenska zusammengefasst wurden.

## Musik des Albums
Die ausgewählten Titel basieren teilweise auf Tanzliedern, handeln von Trollen (Berg-Kristis Polka), beziehen sich auf legendäre Musiker wie Höök Olle oder Larshöga Jonke oder auf bestimmte Orte (wie Älvdalen) und Landstriche Schwedens wie Medelpad. Johansson interpretierte die Songs im Duo mit Riedel sehr kammermusikalisch, „mit einer Mischung aus Bach'scher oder Grieg'scher Feinheit und improvisierender Offenheit“. Johansson spielte dabei mit einem federleichten, „aber mit unglaublicher Autorität“ ausgestatteten Anschlag. Der Vortragsduktus „war getragen, sanft, ein wenig verhallt. Johansson spielte stilistisch erstaunlich autark, blieb im Idiom der schlichten, mollbetonten Harmonik, die er allerdings durch fließende, kokett ornamentierte Melodik ergänzte.“

## Titelliste
Alle Kompositionen sind Volkslieder, arrangiert von Jan Johansson.
Seite 1
1. Visa från Utanmyra – 4:30
2. Gånglek från Älvdalen – 1:56
3. Polska från Medelpad – 2:27
4. Visa från Rättvik – 3:18
5. Brudmarsch efter Larshöga Jonke – 2:00
6. Vallåt från Jämtland – 1:51
Seite 2
7. Emigrantvisa – 3:25
8. Berg-Kirstis polska – 3:25
9. Leksands skänklåt – 2:56
10. Gammal bröllopsmarsch – 3:41
11. Visa från Järna – 1:18
12. Polska efter Höök Olle – 2:24
Bonustracks (CD)
13. Visa från Utanmyra – 4:32
14. Gånglek från Älvdalen – 1:58
15. Leksands skänklåt – 3:04
16. Emigrantvisa – 3:13

### Datum der Aufnahmen
- 28. Februar 1962: Tracks 1, 6, 9
- 18. Oktober 1963: Tracks 3, 4, 5, 8
- 6. Mai 1964: Tracks 2, 7, 10, 11, 12

### Editionsgeschichte
In der Vergangenheit erschien das Album (ohne die Bonus-Tracks) mit dem 1967 eingespielten Nachfolger Jazz på ryska, das sich mit russischer Folklore beschäftigte, als Folkvisor auf CD. Teilweise war das Album auch unter dem Titel Svenska folklatar veröffentlicht.

## Wirkung des Albums
Jazz på svenska wurde in Schweden „ein unvorstellbarer Erfolg“ – dort verkaufte sich das Album bis 2011 über eine Million Mal (bei acht Millionen Einwohnern); Johansson wurde einer der beliebtesten schwedischen Jazzmusiker. Gemeinsam mit Bengt-Arne Wallins Old Folklore in Swedish Modern kann Jazz på svenska als wichtigster Meilenstein für „die Emanzipation des skandinavischen Jazz“ bis hin zu Bobo Stenson, Bugge Wesseltoft oder Esbjörn Svensson verstanden werden. Die Musikzeitschrift Jazzwise nahm das Album in die Liste The 100 Jazz Albums That Shook the World auf; Stuart Nicholson begründete dies mit einem einzigartigen Zugang zum Jazz dank Johanssons sorgsam nuancierten Klang, den Abstufungen seines Suchscheinwerfers und dem erlesene Detail jeder Note, die auf dieser qualitativ akribischen Aufnahme zu hören sei.

## Weitere Interpretationen
In den Jahren 1962 bis 1966 holte der NDR mehrfach das Duo Johansson und Riedel in sein Studio; bereits 1962 präsentierten die beiden dem deutschen Publikum die ersten Adaptionen schwedischer Volkslieder. Im Trio, in der Combo New Faces from Sweden mit dem Trompeter Rolf Ericson, Holzbläsern wie Lennart Åberg und Arne Domnerus oder dem Gitarristen Rune Gustafsson, aber auch mit der NDR-Studioband interpretierten sie dort in den folgenden Jahren einen Teil des Programms des Albums Jazz på svenska. Diese Aufnahmen unterschiedlicher Besetzungen wurden 2011 mit anderen Werken Johanssons auf dem Album Jan Johansson in Hamburg bei ACT veröffentlicht.
Unter dem Namen Jazz på svenska holte der NDR Jazzworkshop 2007 neben Georg Riedel die schwedischen Musiker Jan Lundgren sowie Nils Landgren und Magnus Lindgren, um mit ihnen weitere Lieder aus Schweden in Jazzversionen vorzustellen. Tino Derado, Gabriel Coburger, Lisa Wulff und Roland Schneider bildeten das Ladonian Quartet, um das ursprüngliche Repertoire von Jazz på svenska 2023 in Quartettbesetzung zu interpretieren.